# 叹息桥 (牛津)
赫特福德桥（Hertford Bridge）俗称叹息桥（Bridge of Sighs），是英格兰牛津的一座人行桥，跨越新学院巷（New College Lane），连接赫特福德学院南北两部分，由托马斯·格雷厄姆·杰克逊爵士设计，完成于1914年。其独特的设计使得它成为城市地标。
这座桥因为被认为类似威尼斯著名的叹息桥，通常被称为叹息桥。然而，赫特福德桥并非威尼斯叹息桥的副本，实际上它与威尼斯的里阿尔托桥确实非常相似。
该桥南侧的建筑设有学院的行政办公室，而桥北的建筑大多是学生宿舍。有一个错误的传说，称许多年前，在学生健康调查中，发现赫特福德学院的学生的体重是最重的，因此学院方关闭该桥，强迫学生爬楼梯，进行额外的锻炼。但是实际上，如果不使用该桥，学生需要爬的楼梯比起使用该桥所爬的楼梯更少。